# 42613 Schaller
42613 Schaller este o planetă minoră (asteroid) din centura de asteroizi. A fost descoperită pe 2 martie 1998 la Observatorul Național Kitt Peak de Spacewatch. 
Obiectul prezintă o orbită caracterizată de o semiaxă mare de 2,3475192588864 UAi, o excentricitate de 0,16151933374838, o înclinație de 3,9891806713263 ° în raport cu ecliptica.